# Радикал Джекобсона
Радикалом Джекобсона кольца {\displaystyle A} называется пересечение всех его максимальных правых идеалов. Он также допускает следующее описание: всякий элемент {\displaystyle x\in A} принадлежит радикалу Джекобсона тогда и только тогда, когда элемент {\displaystyle 1-xy} обратим в {\displaystyle A} для всех {\displaystyle y\in A}. Предложен Н. Джекобсоном в 1945 году.
В кольце {\displaystyle A[x]} радикал Джекобсона совпадает с нильрадикалом.